# Nami Matsuyama
Nami Matsuyama (Kitakyushu, 28 de junho de 1998) é uma jogadora de badmínton japonesa.

## Carreira
Matsuyama ajuda a equipe nacional a vencer o Campeonato Asiático de Tema de 2020. Ela atingiu o recorde de sua carreira como número 2 do mundo no ranking mundial da BWF em 8 de novembro de 2022 com sua atual parceira Chiharu Shida.
Matsuyama foi a medalhista de ouro em duplas femininas no Campeonato Mundial Júnior de 2016 em Bilbao, Espanha, em parceria com Sayaka Hobara. Matsuyama ganhou seu primeiro título internacional sênior na Tailândia no torneio Smiling Fish International de 2017 com Chiharu Shida.
Nos Jogos Olímpicos de Verão de 2024, em Paris, conquistou a medalha de bronze na disputa de duplas femininas, ao lado de Shida.